# Attrattore
In matematica, un attrattore è un insieme verso il quale evolve un sistema dinamico dopo un tempo sufficientemente lungo. Perché tale insieme possa essere definito attrattore, le traiettorie che arrivano ad essere sufficientemente vicine ad esso devono rimanere vicine anche se leggermente perturbate. Dal punto di vista geometrico un attrattore può essere un punto, una curva, una varietà (varietà stabile), o anche un insieme più complicato dotato di struttura frattale e noto con il nome di attrattore strano. La descrizione degli attrattori dei sistemi dinamici caotici è stata uno dei successi della teoria del caos.
Una traiettoria di un sistema dinamico su un attrattore non deve soddisfare nessuna proprietà particolare, escludendo il fatto che deve rimanere sull'attrattore. Le traiettorie possono essere periodiche, caotiche o di qualunque altro tipo.

## Descrizione
I sistemi dinamici che si trovano in natura sono solitamente dissipativi: se non fosse per qualche forza esterna che agisce sul sistema, il moto cesserebbe dopo un po' di tempo. La dissipazione può essere causata, per esempio, da attrito interno, perdite termodinamiche, perdite di materiale. La dissipazione e la forza esterna tendono a combinarsi in modo da eliminare il transitorio iniziale e da fare entrare il sistema nel suo comportamento tipico. La parte dello spazio delle fasi di un sistema dinamico che esibisce un comportamento dissipativo è l'insieme attrattore o attrattore.
I concetti di insieme invariante e insieme limite sono simili a quello di attrattore. Un insieme invariante è un insieme che evolve in sé stesso quando soggetto alle leggi del sistema dinamico. Gli attrattori possono contenere insiemi invarianti. Un insieme limite è l'insieme degli stati in cui entra un sistema dopo un periodo di tempo infinito. Gli attrattori sono insiemi limite, ma non tutti gli insiemi limite sono attrattori. È possibile che un sistema converga a un insieme limite ma, se questo sistema parte dall'insieme limite, è possibile che piccole perturbazioni lo facciano allontanare dall'insieme limite senza che esso possa poi ritornarvi.
Per esempio, il pendolo smorzato ha due punti invarianti: il punto x0 di minima altezza e il punto x1 di massima altezza. Il punto x0 è anche un insieme limite, dato che le traiettorie convergono verso di esso; il punto x1 non è invece un insieme limite. A causa della dissipazione, il punto x0 è anche un attrattore. Se non ci fosse dissipazione, x0 non sarebbe un attrattore.

### Definizione
In un sistema dinamico, l'attrattore {\displaystyle \Lambda } è un sottoinsieme dello spazio delle fasi tale che:
- esiste un suo intorno, detto bacino di attrazione, che converge a qualunque insieme aperto che contiene l'attrattore
- {\displaystyle f(t,\Lambda )\in \Lambda } per {\displaystyle t} sufficientemente grande.

La condizione di sottoinsieme aperto assicura che i punti dello spazio delle fasi nell'intorno dell'attrattore convergono ad esso.

## Tipi di attrattori
Gli attrattori sono parte dello spazio delle fasi di un sistema dinamico. Fino agli anni 1960 (come evidenziato dai libri di testo di quel periodo) si pensava che gli attrattori fossero sottoinsiemi geometrici dello spazio delle fasi: punti, curve, superfici, volumi. Gli altri sottoinsiemi topologici che venivano osservati erano considerati fragili anomalie. Stephen Smale fu invece in grado di mostrare che la sua mappa a ferro di cavallo (horseshoe map) era strutturalmente stabile e che il suo attrattore aveva la struttura di un insieme di Cantor.
Due attrattori semplici sono il punto fisso e il ciclo limite. Possono esistere molti altri insiemi geometrici che sono attrattori. Quando questi insiemi (o il moto su di essi) sono difficili da descrivere, allora vengono detti attrattori strani, come descritto nella sezione sottostante.

### Punto fisso
Un punto fisso o un punto di equilibrio è un punto corrispondente ad uno stato del sistema che permane costante nel tempo. Un punto fisso può essere un attrattore per il sistema, come per stato finale di un sasso che cade, di un pendolo smorzato, o di un bicchiere contenente acqua.

### Ciclo limite
Un ciclo limite è un'orbita periodica del sistema che è isolata. Per esempio si possono citare le oscillazioni di un orologio a pendolo o il circuito di sintonia di una radio. Il pendolo ideale non fornisce un esempio di ciclo limite, perché le sue orbite non sono isolate. Nello spazio delle fasi del pendolo ideale, vicino ad ogni punto di un'orbita periodica si può trovare un altro punto che appartiene a una diversa orbita periodica.

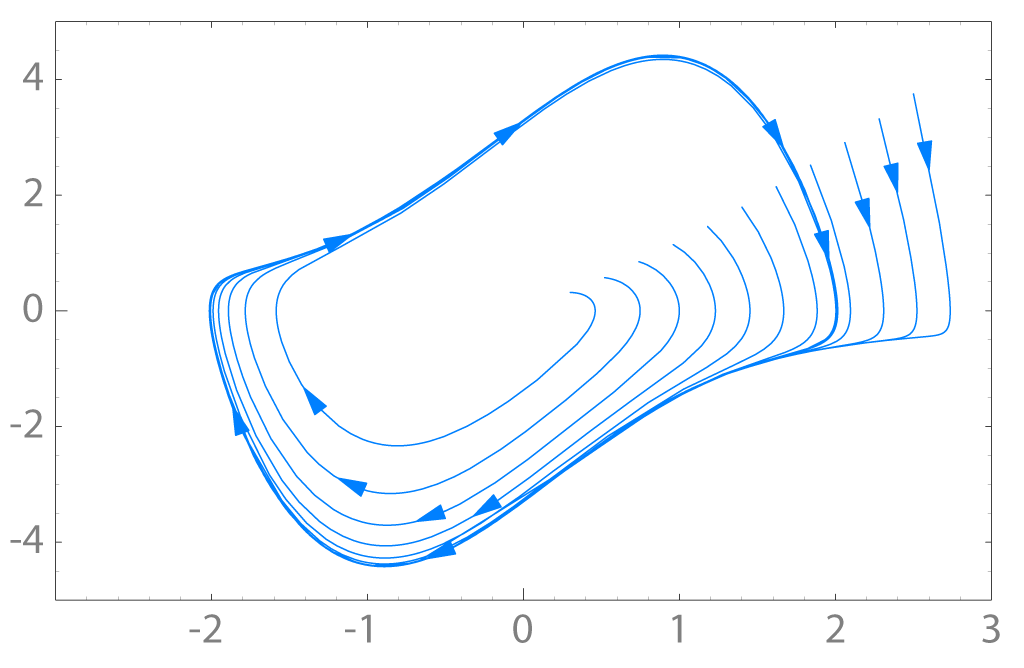
Esempio di ciclo limite: le traiettorie che partono da punti diversi si avvicinano sempre di più all'orbita periodica

### Toro limite
Una traiettoria periodica di un sistema può essere governata da più di una frequenza. Se due di queste frequenze sono in rapporto irrazionale (cioè sono incommensurabili), la traiettoria non sarà più chiusa, e il ciclo limite diventa un toro limite. Questo tipo di attrattore viene chiamato {\displaystyle N_{t}}-toro se sono presenti {\displaystyle N_{t}} frequenze incommensurabili. Per esempio, la figura seguente rappresenta un 2-toro:
Una successione temporale che corrisponde a questo tipo di attrattore viene detta successione quasiperiodica: un campionamento discreto di una somma di {\displaystyle N_{t}} funzioni periodiche (non necessariamente sinusoidali) con frequenze incommensurabili. Una successione di questo tipo non possiede una vera periodicità, ma il suo spettro di potenza è composto soltanto da linee verticali.

### Attrattore strano
Un attrattore viene informalmente definito come strano se ha dimensione di Hausdorff non intera (o "frattale") oppure se la dinamica sull'attrattore è caotica. Il termine è stato coniato da David Ruelle e Floris Takens per descrivere l'attrattore che risulta da una serie di biforcazioni di un sistema che descrive il flusso di un fluido. Gli attrattori strani sono spesso differenziabili in poche direzioni e sono omeomorfi a polvere di Cantor in altre direzioni (e perciò non sono differenziabili).
L'attrattore di Hénon e l'attrattore di Lorenz sono esempi di attrattori strani.

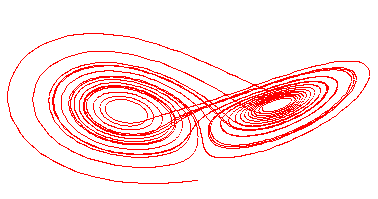
L'attrattore di Lorenz

## Equazioni differenziali alle derivate parziali
Le equazioni differenziali alle derivate parziali paraboliche possono avere attrattori a dimensione finita. La parte diffusiva dell'equazione smorza le alte frequenze e in alcuni casi porta a un attrattore globale. Le equazioni di Ginzburg-Landau, di Kuramoto-Sivashinsky, e le equazioni bidimensionali forzate di Navier-Stokes sono tutti esempi di sistemi aventi attrattori a dimensione finita.
Per equazioni tridimensionali di Navier-Stokes relative a un fluido incomprimibile con condizioni al contorno periodiche, si può dire che se esiste un attrattore globale, allora questo attrattore avrà dimensione finita.